# André Moreau (acteur)
Pour les articles homonymes, voir Moreau (nom de famille) et André Moreau.

André Joseph Marie Moreau, né le 3 juillet 1900 à Apremont (Vendée) et mort le 8 mars 1973 à Mexico (Mexique), est un acteur et metteur en scène français.

## Biographie
Au théâtre, André Moreau est répertorié par Les Archives du Spectacle (voir ci-après) comme acteur de treize pièces entre 1921 et 1948, dont trois qu'il met en scène. Citons Tessa, la nymphe au cœur fidèle de Margaret Kennedy et Basil Dean (adaptation française de Jean Giraudoux, création en 1934 au Théâtre de l'Athénée, avec Louis Jouvet et Pierre Renoir), La guerre de Troie n'aura pas lieu de Jean Giraudoux (création en 1935 au Théâtre de l'Athénée, avec Renée Falconetti et Madeleine Ozeray), Feu Monsieur Pic de Charles de Peyret-Chappuis (création en 1939 au Théâtre des Arts, avec Marcelle Géniat et Line Noro, lui-même étant acteur et metteur en scène), ou encore La Jalousie du Barbouillé de Molière (création en 1941 au Théâtre municipal de Rio de Janeiro au Brésil et reprise en 1943 au Théâtre Colón de Bogota en Colombie, avec Romain Bouquet puis Régis Outin dans le rôle-titre), jouée dans le cadre d'une tournée sud-américaine de la troupe de Louis Jouvet.
Au cinéma, d'après Ciné-Ressources et l'IMDb (voir également ci-après), il joue dans seulement cinq films français, dont Bibi-la-Purée de Maurice Champreux (1926, avec Georges Biscot dans le rôle-titre et Bouboule), Deuxième Bureau de Pierre Billon (1935, avec Jean Murat et Véra Korène), Un grand amour de Beethoven d'Abel Gance (1937, avec Harry Baur dans le rôle-titre et Annie Ducaux) et enfin Trois Femmes d'André Michel (1952, avec Michel Bouquet et Rosy Varte).
Mort au Mexique à l'âge de 72 ans, André Moreau était divorcé de l'actrice Andrée Servilange depuis juillet 1944. Louis Jouvet, alors directeur de la Comédie des Champs-Élysées, avait été un des témoins à leur mariage à Paris en mai 1934.

## Théâtre (sélection)
(pièces jouées à Paris, comme acteur, sauf mention contraire ou complémentaire)
- 1921 : Au petit jour d'André de Lorde et Jean Bernac (Théâtre du Grand-Guignol) : l'officier de paix
- 1933 : Intermezzo de Jean Giraudoux, mise en scène de Louis Jouvet, musique de scène de Francis Poulenc (Comédie des Champs-Élysées) : le père Tellier / le 2e bourreau
- 1933 : Pétrus de Marcel Achard, mise en scène de Louis Jouvet, musique de scène de Francis Poulenc (Comédie des Champs-Élysées) : M. Buddenbrock
- 1934 : La Machine infernale de Jean Cocteau, mise en scène de Louis Jouvet (Comédie des Champs-Élysées) : Créon
- 1934 : Tessa, la nymphe au cœur fidèle (The Constant Nymph) de Margaret Kennedy et Basil Dean, adaptation de Jean Giraudoux, mise en scène de Louis Jouvet, musique de scène de Maurice Jaubert (Théâtre de l'Athénée) : le pompier
- 1934 : Monsieur Le Trouhadec saisi par la débauche de Jules Romains, mise en scène de Louis Jouvet, musique de scène de Francis Poulenc (Comédie des Champs-Élysées) : le monsieur distingué
- 1935 : La guerre de Troie n'aura pas lieu de Jean Giraudoux, mise en scène de Louis Jouvet, musique de scène de Maurice Jaubert (Théâtre de l'Athénée) : Abnéos
- 1937 : Électre de Jean Giraudoux, mise en scène de Louis Jouvet (Théâtre de l'Athénée) : un mendiant
- 1937 : Sixième Étage d'Alfred Gehri, musique de scène de Jean Wiener (Théâtre des Arts) : le docteur (+ metteur en scène)
- 1939 : Feu Monsieur Pic de Charles de Peyret-Chappuis (Théâtre des Arts) : Adrien Pic (+ metteur en scène)
- 1941 : Je vivrai un grand amour de Steve Passeur (Théâtre de l'Odéon, Buenos Aires, Argentine) : Marie, baron d'Idrac (+ metteur en scène)
- 1941 : La Jalousie du Barbouillé de Molière, mise en scène de Louis Jouvet (Théâtre municipal de Rio de Janeiro, Brésil) : le docteur (rôle repris en 1943 au Théâtre Colón de Bogota, Colombie)
- 1948 : Les Espagnols au Danemark de Prosper Mérimée, mise en scène de Jean Meyer, musique de scène de Louis Beydts (Comédie-Française) : un membre du ballet

## Filmographie (a priori complète)
comme acteur
- 1926 : Bibi-la-Purée de Maurice Champreux : La Sangsue
- 1935 : Deuxième Bureau de Pierre Billon : Nageberger
- 1935 : L'Affaire Coquelet de Jean Gourguet :  rôle non spécifié
- 1937 : Un grand amour de Beethoven d'Abel Gance : Karl van Beethoven
- 1952 : Trois Femmes, film à sketches d'André Michel, segment Mouche : l'aubergiste.

comme régisseur
- 1956 : La Rivière des trois jonques d'André Pergament.